# Pilátův soud
V kanonických evangeliích se Pilátův soud vztahuje na soudní proces s Ježíšem v pretoriu před Pontským Pilátem, kterému předcházel sanhedrinský proces. V Lukášově evangeliu Pilát zjišťuje, že Ježíš jako Galilejec patří do jurisdikce Heroda Antipy, a proto se rozhodne poslat Ježíše k Herodovi. Po výslechu Ježíše, kdy se mu dostane jen velmi málo odpovědí, Herodes nepovažuje Ježíše za hrozbu a vrací ho Pilátovi.
V Janově evangeliu – Jan 18, 28 – 19, 13 (Kral, ČEP) se Pilát objevuje spíše jako obhájce, který obhajuje Ježíšův případ, než jako soudce při oficiálním slyšení. Jeho „přecházení sem a tam“, tedy Pilátův pohyb sem a tam zevnitř pretoria na venkovní nádvoří, naznačuje jeho „váhavý postoj“.

## Pozadí
Jako prefekt římské Judeje byl Pilát podřízen římskému legátovi v Sýrii. Pilát sídlil na pobřeží v Cesareji Maritimě. Při příležitostech, kdy musel být v Jeruzalémě, využíval jako své pretorium neboli správní sídlo v palácovém komplexu, který nechal postavit Herodes Veliký. Palác se nacházel v západní části horního města a sloužil jako pohodlné sídlo i pevnost.
První poutníci do Jeruzaléma obvykle ztotožňovali pretorium s pevností Antonia, kde začíná tradiční křížová cesta. Archeologické nálezy, které datují zbytky pevnosti do 2. století n. l., stejně jako napjatá situace vyžadující, aby se Pilát nacházel v blízkosti Druhého chrámu jako centra velikonočních aktivit, však potvrzují Herodův palác.
Markovo evangelium používá pro označení pretoria slovo aulé („síň“, „palác“). Starší ze Sanhedrinu z obavy před znesvěcením nevstupovali do soudní síně a Pilát s nimi diskutoval mimo pretorium. Mimo vlastní pretorium se nacházel prostor zvaný „Na dláždění“ (hebrejsky Gabbatha), kde se nacházelo Pilátovo soudcovské křeslo (řecky béma), na kterém hovořil se staršími.

## Evangelijní vyprávění

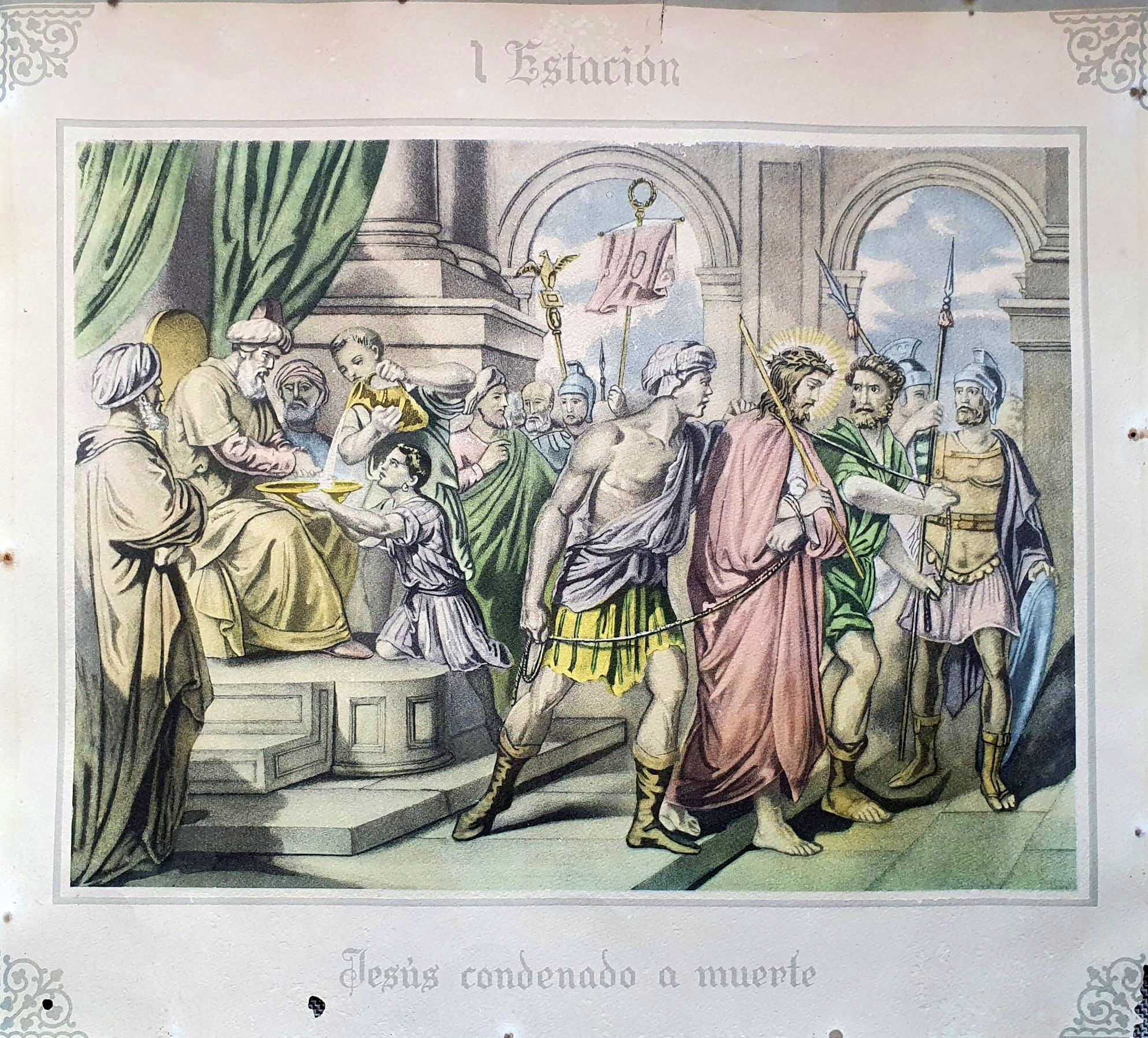
Ježíšův soud. 1. zastavení křížové cesty v kostele Nuestra Señora de la Asunción ve Villamelendro de Valdavia

### Přehled
Ježíšův soud je převyprávěn ve všech čtyřech kanonických evangeliích: Matouš – Mt 26, 57 – 27, 31 (Kral, ČEP), Marek – Mk 14, 53 – 15, 20 (Kral, ČEP), Lukáš – Lk 22, 54 – 23, 26 (Kral, ČEP) a Jan – Jan 18, 13 – 19, 16 (Kral, ČEP). Soudní proces lze rozdělit do čtyř epizod:
1. sanhedrinský proces s Ježíšem (před Kaifášem nebo Annášem);
2. Ježíšův soud u Pilátova soudu (podle Lukáše krátce také u soudu Heroda Antipy);
3. Pilátovo zvažování názoru davu, aby dal Barabášovi amnestii a Ježíše odsoudil k smrti, a
4. odvedení Ježíše římskými vojáky (podle Jana velekněžími) a špatné zacházení s Ježíšem a/nebo jeho zesměšňování (podle Lukáše a Jana se tak stalo ještě před Ježíšovým odsouzením Pilátem, podle Marka a Matouše až po jeho odsouzení).[6]

Ve všech čtyřech evangeliích figuruje Petrovo zapření jako dodatečné vyprávění během sanhedrinského procesu, zatímco Matouš přidává dodatek během procesu před Pilátem, kde evangelium vypráví o sebevraždě Jidáše Iškariotského.
Protože náboženství vyznávaná Izraelity (judaismus druhého chrámu) a Římany (náboženství ve starém Římě) se lišila, a protože Jeruzalém byl v té době součástí římské Judeje, neměla obvinění sanhedrinu proti Ježíšovi před Pilátem žádnou váhu. Ze tří obvinění vznesených farizejskými vůdci („kažení národa“, „zákaz placení daní“ a „pobuřování proti římské říši“) si Pilát vybral třetí a ptal se: „Ty jsi židovský král?“. Ježíš odpovídá: „Ty jsi to řekl.“ Poté slyšení pokračuje a Pilát se nakonec Ježíše ptá: „Co je pravda?“. To říká poté, co se dozví, že Ježíš si nechtěl nárokovat žádné pozemské království. Nebyl tedy politickou hrozbou a mohl být považován za nevinného v takovém obvinění. Pilát na odpověď nečeká: J. B. Phillips uvádí, že Pilát „šel rovnou zase ven“, a lord Bacon se domníval, že Pilát „žertoval“, když tuto otázku položil.
Venku Pilát veřejně prohlašuje, že nenašel žádný důvod, aby Ježíše obvinil, a ptá se zástupu, zda chtějí Ježíše propustit. Ti místo toho požadovali propuštění Barabáše a volali po Ježíšově smrti. Z obavy před vzpourou Pilát ustupuje. Univerzální pravidlo římské říše omezovalo trest smrti striktně na tribunál římského místodržitele a Pilát se rozhodl veřejně si umýt ruce, protože se na Ježíšově smrti nepodílel. Nicméně vzhledem k tomu, že ukřižování mohla nařídit pouze římská autorita a že trest vykonali římští vojáci, byl Pilát odpovědný za Ježíšovu smrt, což Reynolds Price popisuje jako projev obratné diplomacie v zákulisí.

## Komentář
Filón Alexandrijský, který měl na Piláta negativní názor, se zmiňuje o tom, že nařizoval popravy bez soudů.
Archeolog Šimon Gibson tvrdí, že nedávné vykopávky odhalily monumentální bránu na západní straně Herodova paláce (pretoria), která by mohla být místem, kde se konal Ježíšův soud. Poznamenává také, že „tyto archeologické pozůstatky velmi dobře odpovídají Janovu popisu místa Ježíšova dočasného uvěznění a soudu před Pilátem a dvěma topografickým prvkům, které jsou zmiňovány jako: lithostrotos a gabbatha.“

## Narativní srovnání
Následující srovnávací tabulka vychází především z Českého ekumenického překladu Nového zákona.
|                                                                           | Matouš | Marek | Lukáš | Jan |
| ------------------------------------------------------------------------- | --- | --- | --- | --- |
| Sanhedrinský soud před Kaifášem (Matouš, Marek, Lukáš) nebo Annášem (Jan) | Mt 26, 57–67 (Kral, ČEP) - Ježíš je odveden ke Kaifášovu soudu. - Sanhedrin přivedl falešné svědky. - Ježíš mlčel. Kaifáš: „Jsi Mesiáš, Syn Boží?“ - Ježíš: „To říkáte vy, ale od nynějška uvidíte Syna člověka vedle Mocného a přicházet na nebeských oblacích.“ - Kaifáš si roztrhl šaty a řekl: „Rouhání! Potřebujete další svědky, když jste slyšeli rouhání! Co si o tom myslíte?“ - Ostatní odpověděli: „Je hoden smrti!“ - Ježíš byl popliván a zbit. „Prorokuj, kdo tě udeřil, Mesiáši?“ - Petrovo zapření | Mk 14, 53–65 (Kral, ČEP) - Ježíš odveden k veleknězi. - Sanhedrin přivedl falešné svědky. - Ježíš mlčel. Velekněz: „Ty jsi Mesiáš, Syn Požehnaného?“ - Ježíš: „Já jsem a uvidíte Syna člověka vedle Mocného, jak přichází na nebeských oblacích.“ - Velekněz si roztrhl šaty: „Kdo potřebuje další svědky, když jste slyšeli to rouhání! Co myslíte?“ - Všichni ho odsoudili jako hodného smrti. - Ježíš byl popliván, zavázány mu byly oči a byl bit. „Prorokuj!“ - Petrovo zapření | Lk 22, 54–71 (Kral, ČEP) - Ježíš je odveden do veleknězova domu. - Petrovo zapření - Ježíš byl vysmíván a bit. Zavázali mu oči a ptali se ho: „Prorokuj! Kdo tě uhodil?“ - Za úsvitu se sanhedrin zeptal Ježíše, zda je Mesiáš. - Ježíš: „Neuvěříte mi, ale od nynějška bude Syn člověka po boku Boží moci.“ - Všichni: „Jsi tedy Syn Boží?“ - Ježíš: „Vy říkáte, že já jsem.“ - Všichni: „Kdo ještě potřebuje svědectví? Slyšeli jsme ho, jak to sám říká!“ | Jan 18, 13–28 (Kral, ČEP) - Ježíš je odveden k Annášovu soudu. - Petrovo zapření (část 1) - Annáš se Ježíše vyptával na jeho učedníky a učení. - Ježíš řekl Annášovi o svém poslání. - Annášův úředník dal Ježíšovi políček a ten se ho zeptal proč. - Annáš poslal svázaného Ježíše ke Kaifášovi. - Petrovo zapření (část 2) - Ježíš odveden od Kaifáše k Pilátovi. |
| Soud před Pilátem (Lukáš: a také před Herodem Antipou)                    | Mt 27, 1–14 (Kral, ČEP) - Časně ráno chtěli velekněží a starší Ježíše popravit. - Jidáš litoval, hodil zpět do chrámu třicet stříbrných a oběsil se. - Pilát: „Ty jsi židovský král?“ Ježíš: „Ty jsi to řekl.“ - Ježíš jinak mlčel, což Piláta udivilo. | Mk 15, 1–5 (Kral, ČEP) - Časně ráno velekněží, starší, učitelé zákona a sanhedrin se domluvili, svázali Ježíše a odvedli ho k Pilátovi. - Pilát: „Ty jsi židovský král?“ Ježíš: „Ty jsi to řekl.“ - Ježíš jinak mlčel, což Piláta udivilo. | Lk 23, 1–12 (Kral, ČEP) - Celé shromáždění povstalo a odvedlo Ježíše k Pilátovi. - Obvinili Ježíše, že rozvrací národ, staví se proti římským daním a prohlašuje se za Mesiáše, krále. - Pilát: „Ty jsi židovský král?“ Ježíš: „Ty jsi to řekl.“ - Pilát: „Na tomto člověku neshledávám žádnou vinu.“ - Oni: „Přišel z Galileje a svým učením pobuřoval lidi po celém Judsku!“ - Pilát poslal Ježíše k Herodovi Antipovi, protože byl Galilejec. - Herodes, který byl v té době také v Jeruzalémě, měl radost, že Ježíše vidí, ale Ježíš mu neodpověděl na jeho otázky. Velekněží a učitelé zákona Ježíše obvinili. Herodes a jeho vojáci se pak Ježíšovi vysmáli, oblékli mu honosné roucho a poslali ho zpět k Pilátovi. | Jan 18, 28–38 (Kral, ČEP) - Časně ráno byl Ježíš odveden před Piláta židovskými vůdci, kteří odmítli vstoupit do pretoria, aby zůstali obřadně čistí na svátek Pesach. - Pilát vyšel ven a zeptal se jich na důvod. Řekli, že trest smrti může uložit jen Pilát. - Pilát uvnitř: „Ty jsi židovský král?“ Ježíš: „Mé království není z tohoto světa, jinak by se moji služebníci bránili mému zatčení židovskými vůdci.“ - Pilát: „Ty jsi tedy král!“ Ježíš: „Ty říkáš, že jsem král. Vždyť já jsem se proto narodil a přišel na svět, abych vydal svědectví pravdě. Každý, kdo je z pravdy, mi naslouchá.“ Pilát: „Co je pravda?“ – Jan 18, 38 (Kral, ČEP) - Pilát venku: „Neshledávám na něm žádnou vinu.“ |
| Ježíš versus Barabáš                                                      | Mt 27, 15–26 (Kral, ČEP) - Vypravěč objasňuje vyhlašování amnestie a Barabáše. - Pilát se zeptal davu: „Mám propustit Barabáše, nebo Ježíše ,Mesiášeʻ?“ - Pilátova žena ho prosila, aby Ježíše propustil. Velekněží a starší přesvědčovali dav proti Ježíšovi. - Pilát se zeptal zástupu: „Koho mám propustit?“ Dav: „Barabáše!“ - Pilát: „Co mám dělat s Ježíšem?“ Dav: „Ukřižuj ho!“ - Pilát: „Jakého zločinu se tedy dopustil?“ Dav hlasitěji: „Ukřižuj ho!“ - Pilát si umyl ruce od viny a řekl: „Jsem nevinen krví tohoto člověka, je to vaše odpovědnost!“ Dav: „Jeho krev ať padne na nás a na naše děti!“ - Pilát propustil Barabáše, Ježíše nechal zbičovat a odvést. | Mk 15, 6–15 (Kral, ČEP) - Vypravěč vysvětluje otázku amnestie a Barabáše. - Pilát se zeptal davu: „Chcete, abych propustil židovského krále?“ - Velekněží však podnítili zástup, ať jim raději propustí Barabáše. - Pilát: „Co tedy mám udělat s tím, kterého nazýváte židovským králem?“ Dav: „Ukřižuj ho!“ - Pilát: „Jakého zločinu se tedy dopustil?“ Dav hlasitěji: „Ukřižuj ho!“ - Pilát propustil Barabáše, Ježíše nechal zbičovat a odvést.                                   | Lk 23, 13–25 (Kral, ČEP) - Pilát říká velekněžím a vládcům: „Ježíše jsem neshledal vinným, ani Herodes ne. Proto ho nechám zbičovat a propustím ho.“ - Dav však křičel: „Pryč s ním! Propusť Barabáše!“ - Vypravěč vysvětluje Barabáše. - Pilát se pokusil apelovat na Ježíšovo propuštění a zopakoval svůj verdikt o nevině, ale kvůli naléhavému hlasitému volání po ukřižování Pilát jejich požadavku ustoupil. - Pilát propustil Barabáše a nechal odvést Ježíše. | Jan 18, 39 – 19, 16 (Kral, ČEP) - Pilát vysvětlil volbu amnestie a zeptal se: „Chcete, abych propustil ,židovského králeʻ?“ - Křičeli na něho: „Ne, jeho ne! Dej nám Barabáše!“ Vypravěč vysvětlí Barabáše. - Pilát nechal Ježíše zbičovat. Vojáci Ježíšovi nasadili trnovou korunu a purpurové roucho, bili ho do obličeje a posmívali se mu se slovy: „Buď zdráv, židovský králi!“ - Pilát venku zopakoval svůj verdikt o nevině a ukázal Ježíše: „Ejhle člověk!“ - Velekněží a představení křičeli: „Ukřižuj! Ukřižuj!“ Pilát: „Klidně si ho ukřižujte. Já sám na něm žádnou vinu neshledávám.“ Židovští představení: „Náš zákon říká, že musí zemřít, protože se prohlásil za Božího Syna.“ - Pilát se zalekl a začal Ježíše vyslýchat uvnitř. Ježíš: „Neměl bys nade mnou žádnou moc, kdyby ti nebyla dána shůry. Proto ten, kdo mě ti vydal, je vinen větším hříchem.“ Pilát se pokoušel Ježíše osvobodit. - Židovští vůdci: „Když ho necháš jít, neposlechneš císaře. Každý, kdo se prohlašuje za krále, se staví proti císaři.“ - Kolem poledne Pilát Ježíše vyvedl a řekl: „Hle váš král.“ Oni křičeli: „Pryč s ním, ukřižuj ho!“ - Pilát: „Mám ukřižovat vašeho krále?“ Velekněží: „Nemáme krále, jen císaře.“ - Pilát jim Ježíše vydal k ukřižování. |
| Ježíš vlečen k ukřižování                                                 | Mt 27, 27–31 (Kral, ČEP) - Římští vojáci odvedli Ježíše do pretoria. - Vojáci Ježíše svlékli a oblékli mu nachové roucho, trnovou korunu a hůl. - Vojáci poklekali před Ježíšem a posmívali se mu: „Buď zdráv, židovský králi!“ - Plivali na něj, sebrali hůl a bili ho po hlavě. - Sebrali mu plášť, znovu ho oblékli a odvedli ho pryč. | Mk 15, 16–20 (Kral, ČEP) - Římští vojáci odvedli Ježíše do pretoria. - Vojáci Ježíšovi oblékli nachové roucho a trnovou korunu. - Vojáci na Ježíše volali: „Buď zdráv, židovský králi!“ - Bili ho holí po hlavě, plivali na něj a poklekali, aby mu vzdali hold. - Když se mu naposmívali, svlékli mu nachové roucho, znovu ho oblékli, vyvedli ven a odvedli pryč. | Lk 23, 26 (Kral, ČEP) - Ježíše odvedli římští vojáci. - [Žádné špatné zacházení ze strany vojáků] | Jan 19, 16 (Kral, ČEP) - Ježíš je odveden velekněžími. - [Žádné špatné zacházení ze strany vojáků; to se stalo dříve, viz Jan 19, 1–3 (Kral, ČEP)]. |

### Chronologické srovnání
Přibližné chronologické srovnání vyprávění o umučení Ježíše podle Markova a Janova evangelia. Každý úsek ('1' až '28') představuje 3 hodiny času.